# Ионов, Иван Иванович
Иван Иванович Ионов (1926—1997) — советский передовик металлургической промышленности. Герой Социалистического Труда (1971).

## Биография
Родился 19 сентября 1926 года в городе Алапаевске Уральской области в рабочей семье.
С 1943 года, в период Великой Отечественной войны, начал свою трудовую деятельность младшим печным, затем — младшим вальцовщиком прокатного цеха Алапаевского металлургического завода Министерства чёрной металлургии СССР.
В 1950 году установил всесоюзный рекорд по прокату кровельного железа, за это ему было присвоено звание — «лучшего вальцовщика министерства металлургической промышленности».
С  1954 года назначен старшим вальцовщиком, с 1965 года мастером и старшим мастером АМЗ. С 1957 года перешёл работать в отстающую бригаду и через два месяца вывел её в передовые Алапаевского металлургического завода.
Указом Президиума Верховного Совета СССР И. И. Ионов «за выдающиеся успехи в труде» последовательно награждался Медалью «За трудовое отличие», Медалью «За трудовую доблесть» и Орденом Трудового Красного Знамени.
30 марта 1971 года Указом Президиума Верховного Совета СССР «за выдающиеся успехи, достигнутые в выполнении заданий пятилетнего плана» Иван Иванович Ионов был удостоен звания Героя Социалистического Труда с вручением Ордена Ленина и золотой медали «Серп и Молот».
С 1977 года — заместитель, а с 1982 года — начальник прокатного цеха АМЗ.
Член ЦК профсоюза чёрной металлургии, делегат XV съезда профсоюзов СССР, депутат Алапаевского городского Совета депутатов.
Умер 12 июня 1997 года в городе Алапаевске.

## Награды
- Медаль «Серп и Молот» (30.03.1971)
- Орден Ленина (30.03.1971)
- Орден Трудового Красного Знамени
- Медаль «За трудовую доблесть»
- Медаль «За трудовое отличие»

### Звания
- Почётный гражданин города Алапаевска (1975)